# Jan Baptist de Castillion
Jean-Baptiste Louis (Jan Baptist) de Castillion (Brussel, 21 september 1680 - Brugge, 26 juni 1753) was de vijftiende bisschop van Brugge.

## Levensloop
Jan Baptist de Castillion werd in de Brusselse parochie van Sint-Jacob-op-de-Coudenberg geboren en gedoopt. Zijn familie was uit Luik afkomstig en zijn vader, de ambtsedelman Jacques-Ernest de Castillion, vervulde in Brussel verschillende functies aan het koninklijk hof. 
Jan Baptist studeerde bij de jezuïeten in Brussel en trad in het seminarie in 1699. Hij werd in 1705 tot priester gewijd. Het jaar daarop werd hij secretaris van de bisschop van Gent Philips Erard van der Noot. Hij werd al vlug kanunnik van het Sint-Veerlekapittel, waar hij in 1713 proost van werd. Hij werd ook proost van het Sint-Ivogenootschap dat instond voor de juridische hulp aan behoeftigen.
In 1721 trok hij nog even naar Reims waar hij het diploma van licentiaat in beide rechten verwierf. Het jaar daarop werd hij vicaris-generaal van het bisdom Gent.

## Bisschop van Brugge
In april 1742 werd de Castillion door keizerin Maria Theresia voorgedragen voor het bisdom Roermond, maar nog voor dit in Rome bekrachtigd werd herzag ze haar beslissing en droeg hem voor het bisdom Brugge voor. Deze benoeming werd door paus Benedictus XIV bekrachtigd en op 14 juli 1743 werd de drieënzestigjarige De Castillion in Mechelen tot bisschop gewijd. De week daarop nam hij plechtig bezit van de bisschopszetel die voor hem door een indrukwekkende prelaat was bezet. Zijn devies luidde: 'Comite candore' (Met rechtschapenheid als metgezel)'.
Bisschop De Castillion was een nauwgezet administrator, evengoed voor het geheel van zijn bisdom als voor elk van de parochies aan wie hij de nodige richtlijnen gaf. Het in 1719 gestichte seminarie kreeg in hem een nauwgezette leider, die in een uitgebreid reglement de eisen vooropstelde van intellect, spiritualiteit en gehoorzaamheid die hij van de seminaristen verwachtte. Ook de president en de medewerkers op het seminarie werden aan een strenge reglementering onderworpen. De volledige clerus werd aangemoedigd om jaarlijks een retraite te volgen en hiervoor deed de bisschop aanzienlijke schenkingen uit zijn persoonlijk vermogen. In vele pastorale instructies en conferenties handelde hij over het spiritueel, sacramenteel en sociaal leven van de parochieherders.
Tijdens zijn tienjarig episcopaat bezocht De Castillion tweemaal alle parochies en liet bij die gelegenheid grondige enquêtes uitvoeren. 
Zoals zijn voorganger ondersteunde hij financieel en moreel alle initiatieven van onderwijs voor de armen.
Komende na een grote bisschop, kon De Castillion niettemin ook zijn stempel drukken. Hij was een veelzijdige en toegewijde kerkleider, die dacht en handelde in tridentijnse geest. 
Naast zijn bisschoppelijke arbeid, had hij een veelzijdige belangstelling voor het recht, voor natuurwetenschappen, voor biologie en voor gitaarspel. Hij schreef verschillende geleerde boeken over kerkgeschiedenis, kerkelijke aardrijkskunde en pastoraal. 

Na zijn dood werd een praalgraf te zijner ere in witmarmer gebeiteld door Hendrik Pulinx senior. Het werd tijdens de Franse Revolutie gered uit de Sint-Donaaskathedraal en prijkt nog steeds in de kooromgang van de Brugse Sint-Salvatorskathedraal.

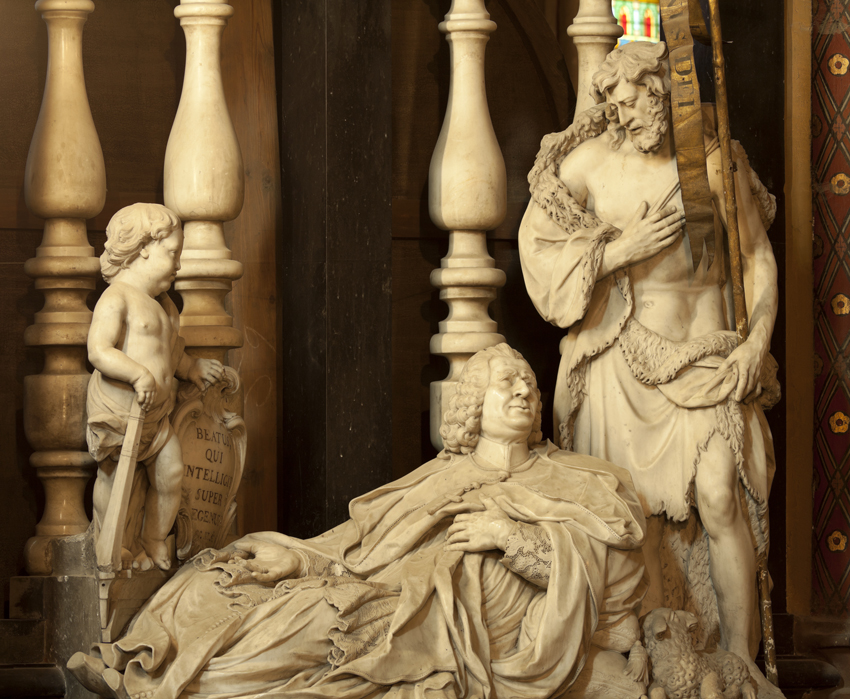
Praalgraf van Jan Baptist de Castillion in de Sint-Salvatorskathedraal.

## Publicatie
- Conferentiae clericales, (1746)